# Geschichte der Juden in Krems

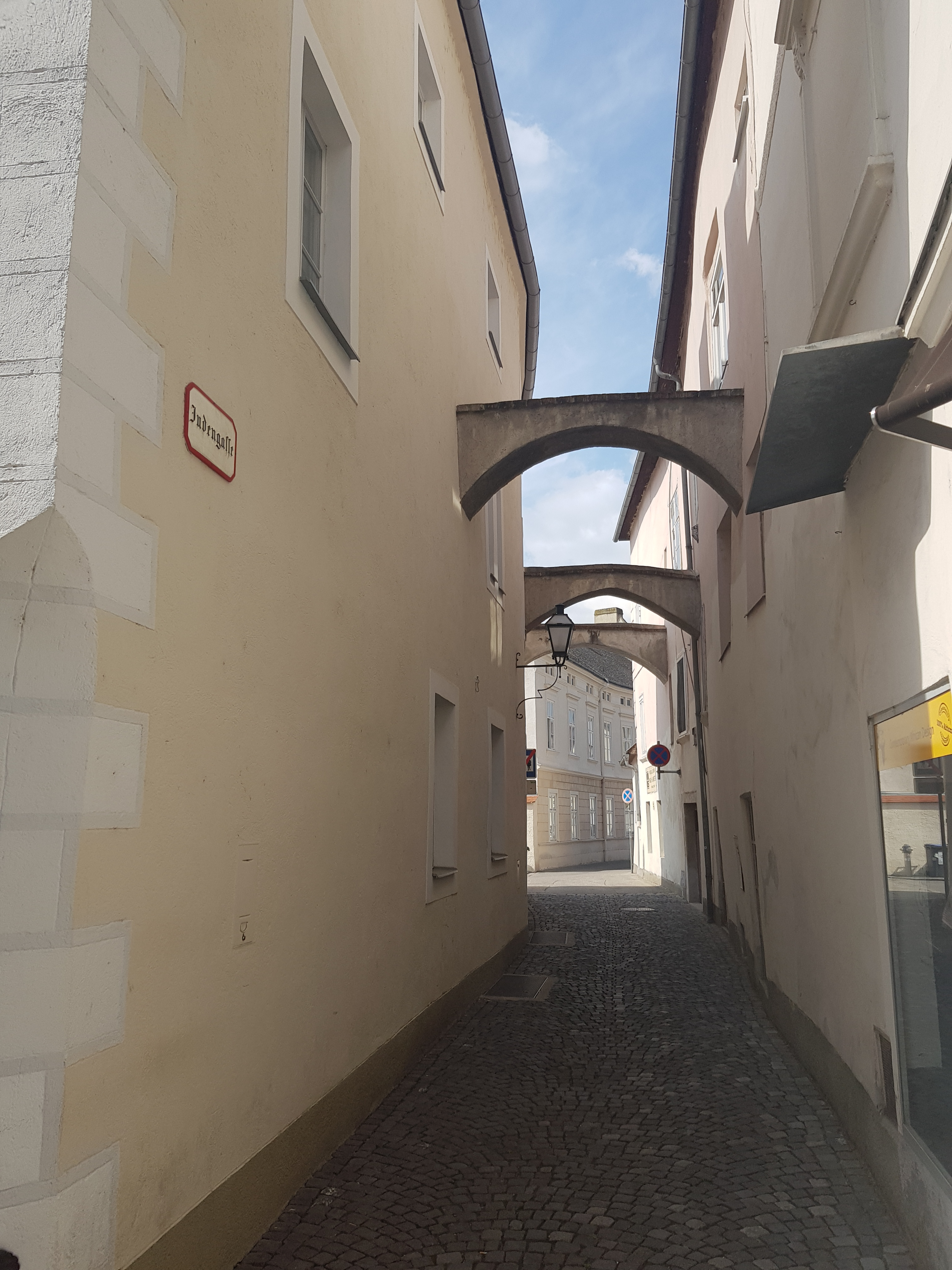
Die Kremser Judengasse

Seit dem 13. Jahrhundert gibt es Juden in Krems, wo sich in Folge eine der bedeutendsten jüdischen Gemeinden auf dem Gebiet des heutigen Niederösterreich entwickelte. Durch die Vertreibung der Juden aus Krems im Jahre 1420/21 hörte die mittelalterliche Kremser Judengemeinde zu bestehen auf. In den folgenden Jahrhunderten besuchten Juden lediglich als Kaufleute die für die Region besonders wichtigen Jahrmärkte in Krems. Erst nach 1848 wurden Juden wieder sesshaft und bildeten Kultusgemeinden. Zur Zeit des Nationalsozialismus wurde die Gemeinde schließlich endgültig vernichtet.

## Anfänge im Mittelalter
Der erste Jude, welcher im Gebiet Österreichs unter der Enns auftaucht, ist der im Jahre 1239 auftretende Bibas, der wohl in Krems ansässig war. Ob es schon davor zu einer jüdischen Besiedlung kam, ist ungewiss, Krems war aber damals ein bedeutender Handelsplatz in der babenbergischen Mark, der wohl auch jüdische Familien anzog. Im selben Jahr wurden auch zum ersten Mal Juden in Wiener Neustadt erwähnt, welche neben Wien die älteste überlieferte Gemeinde Österreichs beherbergte.
Am 29. April 1264 trat der erste Judenrichter im Gebiet des heutigen Österreichs in Krems auf: Der Kremser Dekan Irnfried und der Judenrichter Ulrich bestätigen eine Schuld der Brüder Haunold und Konrad, Bürger von Krems, bei dem Juden Ismael aus Krems. Am 24. Februar 1270 scheint in einer Kremser Zeugenliste ein Jude namens Smoiel auf und ist 1291 als Judenmeister (deutsche Bezeichnung für einen Rabbiner oder einen anderen jüdischen Funktionär innerhalb der Gemeinde) nachweisbar. Im frühen 14. Jahrhundert wirkte der Judenmeister Israel, er hinterließ zahlreiche Schriften und wurde Begründer einer jüdischen Gelehrtenfamilie Österreichs. Israels Sohn, Herschel von Herzogenburg, war in der zweiten Hälfte des 14. Jahrhunderts ein bekannter Geldverleiher (Juden durften außer dem Geldgeschäft keinen anderen Berufszweig ausüben) und ein prominenter Toragelehrter. Als Rabbiner amtierte ein gewisser Aharon Blümlein, er war ein Enkel des Israel, wurde aber im Zuge der Wiener Gesera 1420/21 ermordet. Der wohl berühmteste Nachfahre Israels war der in Wiener Neustadt und in Marburg tätige Rabbiner Israel Isserlein (starb 1460). Die Nennung des Judenmeisters Smoiel im Jahr 1291 lässt also auf das Vorhandensein einer Gemeinde im späten 13. Jahrhundert schließen.

### Die mittelalterliche Gemeinde
Eine jüdische Gemeinde stellte eine Gemeinde in der Stadtgemeinde selbst dar und war mit gewisser rechtlicher Autonomie versehen, vergleichbar etwa mit den Zünften der Städte, denen ebenfalls gewisse Autonomien zugestanden und gewisse Aufgaben zugeteilt wurden. Die Hauptaufgaben der Gemeinde bestanden neben einer Vertretung der Juden nach außen, also gegenüber der christlichen Welt und der Steuereinhebung, vor allem in innerorganisatorischen Aufgaben religiöser oder auch weltlicher Art. Darunter fiel die Sorge für Recht und Ordnung nach halachischen Gesetzen, das Rabbinatsgericht behandelte vor allem Probleme zu Ehe- und Erbrecht oder Fragen des Miteinanderlebens. Der Schutz der Ehre der Gemeindemitglieder, aber auch die Verwaltung des Gemeindebesitzes sowie soziale Aufgaben (Zedaka), also die Bereitstellung eines sozialen Auffangnetzes, das sowohl gemeindeinternen Armen ohne ausreichende Steuergrundlage, mittellosen Studenten, aber auch Durchreisenden zugutekam, zählten zu den Aufgaben der Gemeinde. Jedes Gemeindemitglied hatte regelmäßig einen bestimmten Betrag, berechnet an der Höhe des Vermögens, an die Gemeinde abzuliefern, dazu kamen als potentielle Einnahmen Strafgelder sowie freiwillige Spenden.
Die Kremser Gemeinde hatte eine Synagoge und einen Friedhof. 1878 wurde in der Gaswerkgasse 30 ein Goldmünzenfund gemacht und wurden Knochenreste von rund 20 Skeletten gefunden, man vermutet den Friedhof dort. Die Synagoge befand sich im Bereich des Bürgerspitals zwischen Oberer Landstraße und Judengasse, in diesem Raum ließen sich die meisten Juden nieder. Primäre Berufsbetätigung blieb der Geldverleih. Juden aus Krems zählten zu den Geldgebern des Adels und der Klöster, aber den größten Teil des Einkommens machten die Darlehen an einfache Bürger und Bauern aus. Es bestanden zudem enge Verbindungen zur Wiener Judengemeinde, oft lassen sich Kremser Juden in Wien nachweisen.
1293 kam es hier, nach einem Ritualmordvorwurf, zu ersten Verfolgungen. Ein Pestpogrom geschah in Krems 1349, als die Massen der gesamten Umgebung über die Juden herfielen. Wegen des schnellen und energischen Eingreifens des Herzogs Albrechts II. zugunsten der Juden wurde ihm der wohl kaum schmeichelhaft gemeinte Titel eines fautor iudeorum, eines „Begünstigers der Juden“, gegeben. Der Herzog bestrafte nämlich die für die Gewalttätigkeiten Verantwortlichen, indem er umliegende Dörfer brandschatzen ließ und die Stadtbürger zu hohen Geldbußen verpflichtete. Ab etwa 1355 gab es wieder Juden in Krems.
Eine Heiratsurkunde von 1392, die Kremser Ketubba, die zahlreichen bekannten Rabbiner und eine funktionierende Gemeinde bezeugen die Wichtigkeit der Gemeinde in Krems. Sie blieb bis zur Vertreibung 1420 eine der bedeutendsten in Österreich.

## Vertreibung im 15. Jahrhundert
Das 15. Jahrhundert war durch ein Anschwellen der Judenfeindlichkeit bei kirchlichen Seiten als auch bei weltlichen Seiten geprägt. Dank antijüdischen Predigten der Kirche erreichte der Judenhass die breite Masse und wurde auch oft durch Dichtungen oder Abbildungen verstärkt. Auch die Schutzherren sahen es nicht mehr für nötig Juden zu beschützen, meist wurden Verfolgungen geduldet oder sogar gefördert. Meist kam mit der Verfolgung die gezielte Vertreibung der Juden und im heutigen österreichischen Gebiet betraf dies die Juden im Herzogtum Österreich. Sie fielen der Wiener Gesera von 1420/21 zum Opfer.
Die schon aufgeheizte Stimmung durch die Hussitenkriege und die Behauptungen, die Juden hätten angebliche Verbindungen zu den Hussiten, wurden zum Verhängnis für die jüdischen Gemeinden. Die Rechtfertigung für die Verfolgungen war demnach eine angebliche Hostienschändung. Diese Rechtfertigung wurde erst nach der Vertreibung erhoben. Die sehr widersprüchlichen Quellen oder auch ein jiddischer Bericht erwähnen keine Hostienschändung, sondern erklären die Abläufe der Gefangennahme, Zwangstaufe und der brutalen Vertreibung. Mitte Juni bis Anfang August fand die Vertreibung der Kremser Juden statt. Sie wurden zuallererst gefangen genommen. Anschließend wurden manche getauft; die, die sich weigerten, blieben in Gefangenschaft, falls sie wohlhabend waren, die ärmeren wurden vertrieben. Die restlichen reichen Juden wurden gefoltert und aufgefordert zu erklären, wo sie ihr Vermögen hielten. Der gesamte mobile Besitz wurde beschlagnahmt, Pfand- und Schuldurkunden entweder verbrannt oder eingezogen (letzteres war wohl ein wichtiges Anliegen für viele Adelige, Geistliche und Bürger, da sie meist ihre Schulden nicht zurückzahlen konnten und sich durch die Gefangennahme der Juden einer Zurückzahlung entziehen konnten). Während der Folter starb der Rabbiner von Krems, Aaron Blümlein. Die Überlebenden siedelten sich in Ungarn und Böhmen an.

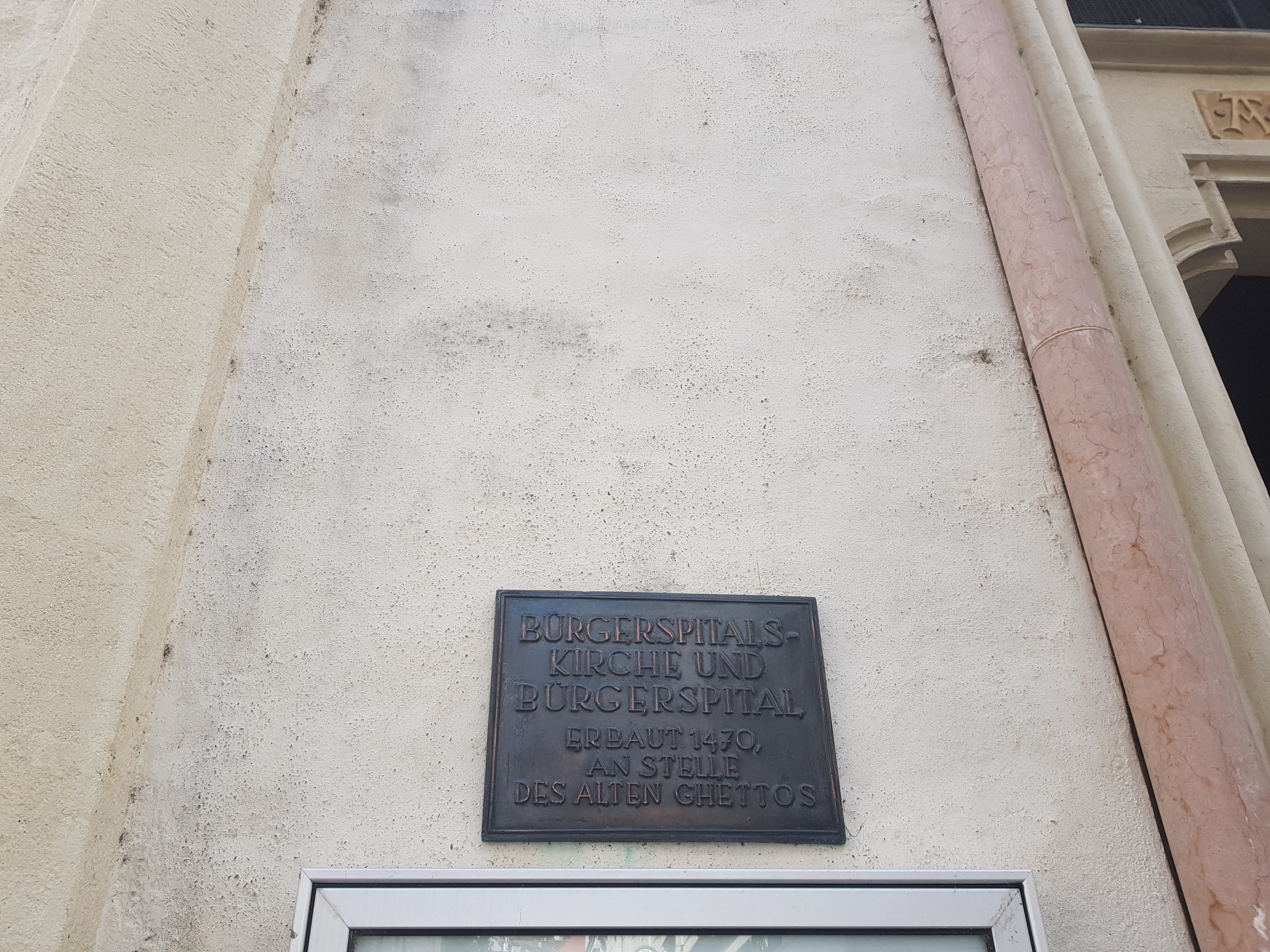
Informationstafel auf der Bürgerspitalkirche, 1470 wurden die Häuser der Vertriebenen Juden abgerissen.

Im Herzogtum Österreich beendete die Gesera die jüdische Besiedlung für den Rest des Mittelalters. Krems hatte zwar kein erzwungenes Ghetto, dennoch siedelten sich die meisten Juden um die Synagoge an, die ein symbolisches und geografisches Zentrum des Judenviertels war. Nach der Vertreibung wurden die Häuser und die Synagoge abgerissen und an der Stelle eine Kirche erbaut.

## Neuzeit

### Vereinzelte Ansiedlungen
Die Wiederbesiedlung dauerte lange an und gestaltete sich in ganz Niederösterreich schwer. Es hielten sich zwar wenige privilegierte Hofjuden in Niederösterreich auf, zu einer dauerhaften Ansiedlung kam es aber nicht mehr. Ein erster Zuzug aber erreichte Niederösterreich durch die Ausweisung der Juden in Steiermark und Kärnten durch Maximilian I. um 1496/97. Die Ausweisung war keineswegs von Pogromen begleitet, sondern sehr organisiert (Siehe → Ausweisung der Juden aus dem Herzogtum Steiermark). So wurde es den Juden auf kaiserlichen Befehl erlaubt sich im Burgenland wieder anzusiedeln, später auch in Niederösterreich. In Krems selbst wurden keine Juden mehr aufgenommen. Nichtsdestotrotz ließen sich Juden in den umliegenden Dörfern und Gemeinden nieder, nicht zuletzt wegen den Hauptverkehrsachsen für Händler entlang der Donau. Insgesamt blieb die jüdische Bevölkerung sehr klein. Steuerverzeichnisse offenbaren die marginale Besiedlung. So lebten in Stein von 1652 bis 1671 nur insgesamt 9 Juden. In Niederösterreich entwickelte sich vom 16. Jahrhundert bis 1671 jüdische Landgemeinden, deswegen wird diese Periode auch als Zeit der Landjuden bezeichnet. Die zweite Vertreibung von 1669/71 brachte ein Ende dieser Landgemeinden mit sich.

### 19. und 20. Jahrhundert
Zu Beginn des 18. Jahrhunderts boykottierten die auswärtigen jüdischen Händler die Kremser Märkte, weil sie sich dort ungerecht behandelt fühlten. Zu der Zeit bestand die jüdische Besiedlung aus Händlern, welche nur zu gewissen Jahrmärkten kamen. Der Kremser Magistrat, der um seine Einnahmen fürchtete, konnte aber ihre Rückkehr auf die Märkte bewirken. Im 19. Jahrhundert gründete sich die neuzeitliche jüdische Gemeinde in Krems, die einen zahlenmäßigen Höchststand von ca. 200 Mitgliedern erreichte. Die Gemeinde entstand wohl aus Zuzüglern der umliegenden Gebiete.
An Stelle eines vermutlich in der Drinkweldergasse schon bestehenden Bethauses ließ die Judenschaft 1894 eine neue Synagoge in der Dinstlstraße – nach einem Entwurf des bekannten Wiener Architekten Max Fleischer – errichten. Der Neubau ähnelte im Stil einer neugotischen Kirche, die Straßenfassade aber war einem Bürgerhaus der Renaissance nachempfunden. Den Einweihungsfeierlichkeiten unter Leitung des Wiener Oberrabbiners Dr. Moritz Güdemann blieben die katholischen Geistlichen fern, da sie nicht „ihrer Kirche untreu“ werden wollten.
Nach dem Ersten Weltkrieg fiel es der kleiner gewordenen jüdischen Gemeinde oft schwer, die für einen Gottesdienst erforderlichen zehn Männer zusammenzubringen (Minjan). Nur zu hohen Feiertagen (Jom Kippur, Rosch ha-Schana,...) war die Synagoge gefüllt, da Juden aus dem Waldviertel anreisten. 1912 trat Dr. Meir Gabriel Mehrer aus Wien das Amt des Rabbiners an, das er bis 1938 innehatte. In den 1930er Jahren gehörten zur Kultusgemeinde Krems die Gerichtsbezirke Gföhl, Langenlois, Mautern, Pöggstall und Spitz. 1880/1882 weihte die Kremser Kultusgemeinde außerhalb des Stadtgebietes an der Wiener Straße ihren dritten Friedhof ein, der ein in den 1850er Jahren angelegtes Begräbnisareal auf dem Turnerberg ablöste.
In der Zwischenkriegszeit, eine Periode geprägt durch Armut und Krise für die Bevölkerung, stieg in ganz Österreich der Antisemitismus rasant, so auch in Krems. In den 1920er Jahren war Krems neben Gmünd ein Zentrum für österreichische NSDAP-Mitglieder. Die meisten Juden zogen nach Wien, wo es bessere wirtschaftliche Möglichkeiten gab. 1934 gab es 220 Juden in Krems, im März 1938 waren es 116 und im November 65 Juden.
Unmittelbar nach dem „Anschluss“ (März 1938) wurden einige Kremser Juden inhaftiert, kurz darauf aber wieder freigelassen. Geschäfte jüdischer Besitzer wurden beschmiert, das jüdische Bethaus in den Dinstlstraße mit Hakenkreuzen beschmutzt. Mitte September 1938 mussten unter SA-Aufsicht jüdische Einwohner den „Judentempel“ ausräumen, dabei wurden sie gedemütigt und verspottet. Das Synagogengebäude wurde danach als Lager genutzt, sodass es in den Novemberpogromen nicht beschädigt wurde. Von den 27 bestehenden jüdischen Gewerbebetrieben wurden bis Jahresende fast alle „arisiert“. 1940 verkaufte die „Israelitische Religionsgesellschaft“ das Friedhofsgelände an die Stadt Krems. Die meisten Juden flüchteten 1938 und 1939, 1940 lebten in Krems 16 Juden. Die restlichen Kremser Juden wurden nach Wien forciert, wo sie unter menschenunwürdigen Umständen in Sammelwohnungen auf engstem Raum mit anderen Juden untergebracht wurden. 130 Kremser Juden wurden deportiert und ermordet.
Anfang April 1945 überstand die Synagoge einen schweren Bombenangriff fast unbeschadet. 1952 wurde sie an die Israelitische Kultusgemeinde zurückgegeben. Der Versuch der Kommune, das Gebäude zu erwerben und es für öffentliche Zwecke zu nutzen, schlug fehl. 1978 wurde das ehemalige jüdische Bethaus in Krems abgerissen, obwohl es sich noch in einem guten Bauzustand befand. An seiner Stelle entstand eine moderne Bankfiliale, heute befindet sich hier ein Wettbüro.